# فرج‌الله براتپور
فرج‌الله براتپور (زاده ۱۳۲۴ در کنگاور) سرتیپ دوم خلبان اف-۴ فانتوم ۲ نیروی هوایی ارتش جمهوری اسلامی ایران و رئیس اداره بازرسی پرواز این نیرو از سال ۱۳۷۳ تا ۱۳۷۷ بود.
او در سال ۱۳۶۰ فرماندهی دسته‌های پروازی عملیات اچ-۳ را برعهده داشت. وی در این عملیات فرمانده گروه سوم بود. از او به عنوان یکی از اسطوره‌های جنگ ایران و عراق تجلیل شده‌است.

## زندگی‌نامه
وی در سال ۱۳۲۴ در کنگاور در استان کرمانشاه زاده شد. در ۲ سالگی به همراه خانواده به کرمانشاه رفتند و تا مقطع دیپلم در آنجا درس خواند. در مهر سال ۱۳۴۷ پس از گذراندن تحصیلات در ایران و آمریکا به درجه ستوان دومی نایل شد. او در مهر سال ۱۳۵۷ هم برای آموزش‌های مدیریتی به آمریکا رفت و ۲ ماه مانده به انقلاب به ایران برگشت. فرج‌الله براتپور مهر سال ۱۳۶۰ جانشین پایگاه ششم شکاری بوشهر شد و سال ۱۳۶۲ به دانشکده فرماندهی ستاد رفت و سپس به مدت ۲ سال فرمانده پایگاه هوایی نوژه همدان شد. وی همچنین به مدت ۵ سال و نیم فرمانده منطقه هوایی شیراز بود و پس از آن به مدت ۴ سال و نیم رئیس اداره بازرسی پرواز نیروی هوایی بود.
کتاب آبی آسمان زندگینامه ایشان توسط محسن سنجابی نوشته شده و در مراسم ویژه ای رونمایی شده‌است.
در بحبوحه انقلاب زمانی که نیروی هوایی آمریکا از فرج‌الله براتپور خواست در این کشور بماند و خدمت کند، این‌خلبان ایرانی گفت هیچ‌چیز حتی زندگی راحت و تأمین در آمریکا را به کشورش ترجیح نمی‌دهد.